# Zoë Më
Zoë Më właśc. Zoë Anina Kressler (6 października 2000 w Bazylei) – szwajcarska piosenkarka i autorka tekstów. Reprezentantka Szwajcarii w 69. Konkursie Piosenki Eurowizji (2025).

## Życiorys

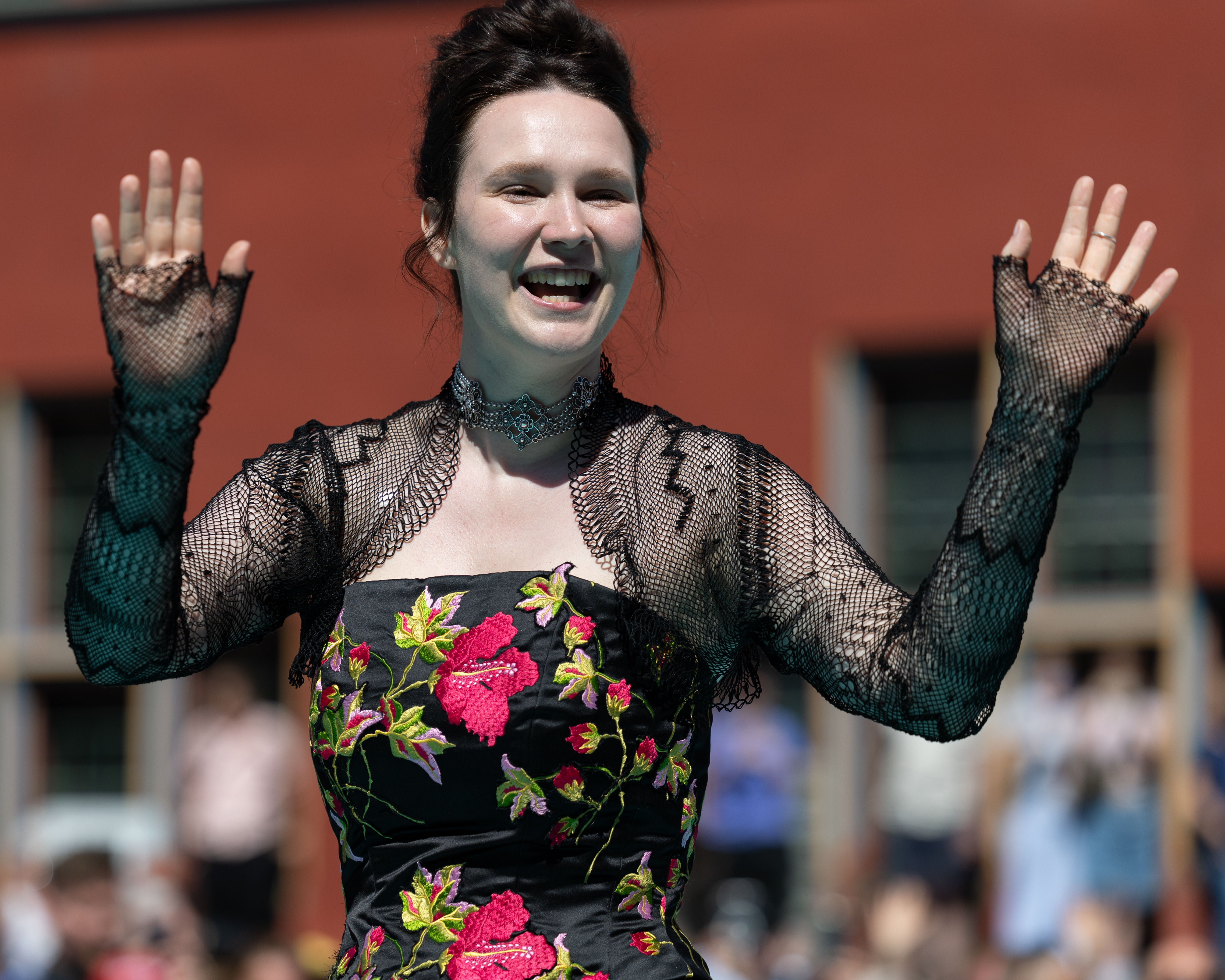
Zoë Më podczas ceremonii otwarcia 69. Konkursu Piosenki Eurowizji w Bazylei (2025)

Urodziła się w Bazylei, a dorastała w Niemczech. W 2009 z rodziną powróciła do Szwajcarii i zamieszkali we Fryburgu. W 2018 uczęszczała do szwajcarskiej Akademii Muzyki Współczesnej La Gustav. W 2020 wydała swój debiutancki album studyjny Momoko. W 2024 otrzymała szwajcarskie nagrody muzyczne, m.in. RTS Artiste Radar i SRF 3 Best Talent, oraz występowała podczas Festival de Jazz de Montreux.
5 marca 2025 z utworem „Voyage” została wybrana przez szwajcarskiego nadawcę SRG SSR na reprezentantkę Szwajcarii w Konkursie Piosenki Eurowizji 2025 w Bazylei.

## Dyskografia

### Albumy
| Rok  | Dane dot. albumu                                                                                         |
| ---- | --- |
| 2020 | Momoko - Wydany: 4 września 2020 - Wytwórnia: Black Paper Boat - Format: CD, digital download, streaming |

### Minialbumy
| Rok  | Dane dot. minialbumu                                                                               |
| ---- | -------------------------------------------------------------------------------------------------- |
| 2024 | Le Loup - Wydany: 15 marca 2024 - Wytwórnia: niezależne - Format: Digital download, streaming      |
| 2024 | Dorienne Gris - Wydany: 17 maja 2024 - Wytwórnia: niezależne - Format: Digital download, streaming |

### Single
| Rok                                                      | Tytuł                        | Najwyższa pozycja na liście | Najwyższa pozycja na liście | Najwyższa pozycja na liście | Najwyższa pozycja na liście | Najwyższa pozycja na liście | Najwyższa pozycja na liście | Najwyższa pozycja na liście | Najwyższa pozycja na liście | Album   |
| Rok                                                      | Tytuł                        | SWI                         | AUT                         | GRE                         | NLD                         | ISL                         | LTU                         | UK Down.                    | UK Sales                    | Album   |
| -------------------------------------------------------- | ---------------------------- | --------------------------- | --------------------------- | --------------------------- | --------------------------- | --------------------------- | --------------------------- | --------------------------- | --------------------------- | ------- |
| 2018                                                     | „Bärenbrüder”                | –                           | –                           | –                           | –                           | –                           | –                           | –                           | –                           | –       |
| 2019                                                     | „Endlose Strasse” (z Pablem) | –                           | –                           | –                           | –                           | –                           | –                           | –                           | –                           | –       |
| 2020                                                     | „Itsuko”                     | –                           | –                           | –                           | –                           | –                           | –                           | –                           | –                           | –       |
| 2020                                                     | „Aimée”                      | –                           | –                           | –                           | –                           | –                           | –                           | –                           | –                           | Momoko  |
| 2020                                                     | „Fallende Tänzer”            | –                           | –                           | –                           | –                           | –                           | –                           | –                           | –                           | Momoko  |
| 2020                                                     | „Kartenhaus”                 | –                           | –                           | –                           | –                           | –                           | –                           | –                           | –                           | Momoko  |
| 2021                                                     | „Das Lied der Leichtigkeit”  | –                           | –                           | –                           | –                           | –                           | –                           | –                           | –                           | –       |
| 2023                                                     | „Ok”                         | –                           | –                           | –                           | –                           | –                           | –                           | –                           | –                           | Le Loup |
| 2023                                                     | „Lied ohne Ende”             | –                           | –                           | –                           | –                           | –                           | –                           | –                           | –                           | Le Loup |
| 2024                                                     | „Liste der Interdits”        | –                           | –                           | –                           | –                           | –                           | –                           | –                           | –                           | Le Loup |
| 2024                                                     | „Overdose”                   | –                           | –                           | –                           | –                           | –                           | –                           | –                           | –                           | –       |
| 2025                                                     | „Voyage”                     | 7                           | 37                          | 36                          | 6                           | 37                          | 18                          | 49                          | 51                          | –       |
| 2025                                                     | „Million de Mois”            | –                           | –                           | –                           | –                           | –                           | –                           | –                           | –                           | –       |
| „–” oznacza, że singel nie był notowany na danej liście. |                              |                             |                             |                             |                             |                             |                             |                             |                             |         |